# كارول كارلسن
كارول كارلسن (بالإنجليزية: Carol Karlsen)‏ هي مؤرخة أمريكية، ولدت في 15 ديسمبر 1940.